# Estadio Pudong Football
El estadio Pudong Football  es un estadio de fútbol  en Shanghái, China. Completado en octubre de 2020,  es la casa  del club de la Superliga de China Shanghái SIPG. El estadio tiene una capacidad de 37 000 espectadores.

## Construcción
La construcción comenzó el 28 de abril de 2018. El metal blanco el diseño exterior del estadio está pretendido para recordar a un bol de porcelana chino.

## Acontecimientos
El 4 de junio de 2019, China fue anunciada como el anfitrión de la Copa Asiática 2023.,y posteriormente se anunció que la final y una de las semifinales serían jugadas en el estadio. El 31 de octubre de 2020, el recinto acogió la serie final del Campeonato Mundial de League of Legends 2020, el cual fue también el acontecimiento inaugural en el estadio.